# Темні часи (фільм)
«Темні часи» (англ. «Darkest Hour») — британська історична біографічна драма 2017 року режисера Джо Райта. Стрічка розповідає про перші місяці Вінстона Черчилля як Прем'єр-міністра Великої Британії на початку Другої світової війни. У головних ролях Ґері Олдмен, Бен Мендельсон, Крістін Скотт Томас.
Вперше фільм продемонстрували у вересні 2017 року у Канаді на Міжнародному кінофестивалі у Торонто, в Україні у широкому кінопрокаті показ фільму розпочався 18 січня 2018 року.

## У ролях
| Актор               | Персонаж                             | Роль                                          |
| ------------------- | ------------------------------------ | --------------------------------------------- |
| Ґері Олдмен         | Вінстон Черчилль                     | 61-й та 63-й Прем'єр-міністр Великої Британії |
| Крістін Скотт Томас | Клементина Черчилль                  | дружина Вінстона Черчилля                     |
| Бен Мендельсон      | Георг VI                             | король Великої Британії                       |
| Лілі Джеймс         | Елізабет Нел (у фільмі — міс Лейтон) | особиста секретарка Вінстона Черчилля         |
| Семюел Вест         | Ентоні Іден                          | Міністр закордонних справ Великої Британії    |
| Рональд Пікап       | Невілл Чемберлен                     | 60-й Прем'єр-міністр Великої Британії         |
| Стівен Діллейн      | Едвард Вуд                           | Міністр закордонних справ Великої Британії    |
| Девід Шофілд        | Клемент Еттлі                        | 62-й Прем'єр-міністр Великої Британії         |
| Річард Ламсден      | Гастінгс Ісмей                       | 1-й Генеральний секретар НАТО                 |
| Малкольм Сторрі     | Едмунд Айронсайд                     | Фельдмаршал                                   |
| Бенджамін Вітроу    | Семюель Гор                          | міністр авіації                               |
| Гілтон Мак-Рей      | Артур Ґрінвуд                        | член військового кабінету                     |
| Девід Стретейрн     | Франклін Делано Рузвельт (голос)     | 32-й президент США                            |
|                     |                                      |                                               |

## Створення фільму

### Знімальна група
- Кінорежисер — Джо Райт
- Сценарист — Ентоні Маккартен
- Кінопродюсери — Тім Беван, Ліза Брюс, Ерік Фелнер, Ентоні МакКартен, Дуглас Урбанські
- Виконавчий продюсер — Джеймс Біддл
- Композитор — Даріо Маріанеллі
- Кінооператор — Бруно Дельбоннель
- Кіномонтаж — Валеріо Бонеллі
- Підбір акторів — Джина Джей
- Художник-постановник — Сара Ґрінвуд
- Артдиректори — Олівер Гуд'єр, Нік Геттшалк, Джо Говард
- Художник з костюмів — Жаклін Дурран[7].

## Сприйняття

### Оцінки і критика
Від кінокритиків фільм отримав схвальні відгуки: Rotten Tomatoes дав оцінку 84 % на основі 266 відгуків від критиків (середня оцінка 7,3/10). Загалом на сайті фільм має схвальні оцінки, фільму зарахований «стиглий помідор» від фахівців, Metacritic — 75/100 на основі 50 відгуків критиків. Загалом на цьому ресурсі від фахівців фільм отримав схвальні відгуки.
Від пересічних глядачів фільм отримав хороші оцінки: на Rotten Tomatoes 82 % зі середньою оцінкою 4/5 (13 229), фільму зарахований «попкорн», Metacritic — 7,2/10 (201 голос), Internet Movie Database — 7,4/10 (112 015 голосів).

### Касові збори
Під час допрем'єрного показу у США, що розпочався 22 листопада 2017 року, протягом першого тижня фільм показали у 4 кінотеатрах і він зібрав 175 006 $, що на той час дозволило йому зайняти 21 місце серед усіх прем'єр. Під час прем'єрного показу у США, що розпочався 22 грудня 2017 року, протягом першого тижня фільм показали у 806 кінотеатрах і він зібрав 3 891 945 $, що на той час дозволило йому зайняти 8 місце серед усіх прем'єр. Станом на 8 січня 2018 року показ фільму триває 48 днів (6,9 тижня), зібравши у прокаті в США 28 698 272 долари США, а у решті світу 7 600 000 $ (за іншими даними 7 399 995 $), тобто загалом 36 298 272 $ (за іншими даними 36 098 267 $) при бюджеті 30 млн доларів США.

### Виноски
1. ↑  Darkest Hour (англійською) . Toronto International Film Festival Inc. Архів оригіналу за 29 липня 2017. Процитовано 7 серпня 2017.
2. 1 2  Darkest Hour: Release Info (англійською) . Internet Movie Database. Процитовано 7 серпня 2017.
3. 1 2  Темні часи. Kino-teatr.ua. Процитовано 18 січня 2018.
4. 1 2  Alex Ritman (12 грудня 2017). How 'Darkest Hour's' Grand Transformation of Gary Oldman Into Winston Churchill Took $20,000 Worth of Cigars (англійською) . The Hollywood Reporter. Процитовано 10 січня 2018.
5. 1 2 3 4  Darkest Hour (англійською) . Box Office Mojo. Процитовано 10 січня 2018.
6. 1 2 3 4  Darkest Hour (2017) (англійською) . The Numbers. Процитовано 10 січня 2018.
7. ↑  Darkest Hour: Full Cast & Crew (англійською) . Internet Movie Database. Процитовано 7 серпня 2017.
8. 1 2  Darkest Hour (англійською) . Rotten Tomatoes. Процитовано 10 січня 2018.
9. 1 2  Darkest Hour (англійською) . Metacritic. Процитовано 10 січня 2018.
10. ↑  Darkest Hour (англійською) . Internet Movie Database. Процитовано 10 січня 2018.